# اسماعیل کاداره
اسماعیل کاداره (۲۸ ژانویه ۱۹۳۶ – ۱ ژوئیه ۲۰۲۴) نویسنده، شاعر و روزنامه‌نگار اهل آلبانی بود. او را همواره یکی از نامزدهای احتمالی جایزه نوبل ادبی می‌دانستند.
او در اوایل سال‌های ۱۹۹۰ در پی فشارهای رژیم کمونیستی انور خوجه آلبانی را ترک و به فرانسه پناهنده شد. انتشار کتاب‌هایش برای مدت‌ها در آلبانی ممنوع بود ولی در فرانسه با استقبال روبرو شد. کاداره در سال ۱۹۹۶ به عضویت فرهنگستان علوم اخلاقی و سیاسی فرانسه درآمد، و پس از آن نیز از امانوئل مکرون، رئیس‌جمهور فرانسه، نشان لژیون دونور را گرفت. او بیش از ۸۰ رمان، فیلمنامه، نمایشنامه، شعر، مقاله و مجموعه داستان نوشته بود که به ۴۵ زبان دنیا ترجمه شده‌اند و او بابت آن‌ها جوایز بین‌المللی من بوکر و جایزه شاهدخت آستوریاس. کسب کرده بود.
نخستین رمان او، ژنرال ارتش مرده، در سال ۱۹۶۱ منتشر شد. یکی از فیلم‌هایی که او در پدید آمدنِ آنها نقش داشت خاکستر و خون بود.

## درگذشت
اسماعیل کاداره در اول ژوئیه ۲۰۲۴ در تیرانا در سن ۸۸ سالگی درگذشت.

## آثار
برخی از آثار این نویسنده به فارسی ترجمه شده‌اند:
- مرثیه بر کوزوو، ترجمه بابک مظلومی، نشر گوشه، تهران، ۱۳۹۵
- ژنرال ارتش مرده، ترجمه مجید حاتم، انتشارات فکر روز
- آوریل شکسته، ترجمه قاسم صنعوی، نشر مرکز[۷]
- رویدادهای شهر سنگی (هبوط در شهر سنگی)، ترجمه جلال‌الدین کزازی، نشر مرکز[۸]
- کنسرت در پایان زمستان، ترجمه مهین میلانی، نشر مرکز[۹]
- چه کسی دورونتین را بازآورد؟، ترجمه قاسم صنعوی، نشر مرکز[۱۰][۱۱]
- زمستان سخت. ترجمه مهستی بحرینی نشر نیلوفر
- دختر آگاممنون، ترجمه ادریس ژاله، انتشارات ژیل، 1400